# Hillman Minx
Der Hillman Minx ist ein Mittelklasse-Pkw, den Hillman, eine Marke der Rootes-Gruppe von 1932 bis 1970 baute. Ab 1956 wurde das jeweilige Minx-Modell auch unter anderen Markennamen der Rootes-Gruppe, wie Singer, Sunbeam und Humber verkauft. Diese durch Badge-Engineering entstandenen Modelle waren der Singer Gazelle, der Singer Vogue, der Sunbeam Rapier und der Humber Sceptre. So wurde z. B. der Hillman Super Minx als Humber Sceptre Mark I / Mark II mit gleicher Karosserie und Technik, jedoch besserer Ausstattung und etwas abweichenden Front- und Heckpartien angeboten.
Die letzte Version des Minx war der New Minx, der 1967 herauskam und Teil der Rootes-Arrow-Familie, sowie im Prinzip eine Einfachversion des Hillman Hunter war. Der Hillman Super Minx war ein geringfügig größeres Modell, das von 1961 bis 1967 hergestellt wurde.
Von den meisten Minx-Versionen gab es auch eine Kombivariante. Von 1954 bis 1965 wurde eine Version mit kurzem Radstand als Hillman Husky vertrieben, einen Kastenwagen gab es als Commer Cob.
Nach Übernahme von Chrysler Europe durch Peugeot Ende 1978 wurde der Name Talbot Minx ab 1984 als Bezeichnung für einige Varianten der im Talbot-Werk Ryton (England) montierten Talbot-Typen Solara und 1510 / Alpine genutzt. Parallel gab es diese Fahrzeuge auch als Talbot Rapier mit anderer Ausstattung.

## Minx, Minx Magnificent und Minx Aero
Der erste Minx wurde 1932 eingeführt. Er hatte eine Pressstahlkarosserie, die auf einem separaten Rahmen saß, und einen Vierzylinder-Reihenmotor mit seitlich stehenden Ventilen und dreifach gelagerter Kurbelwelle. Aus einem Hubraum von 1185 cm³ schöpfte er 30 bhp (22 kW). Die Motorleistung wurde über ein Dreiganggetriebe an die Hinterräder weitergeleitet. Die Wagen erreichten eine Höchstgeschwindigkeit von 95 km/h.
1934 wurde die Karosserie überarbeitet und es gab ein Vierganggetriebe. Dieses Modell hatte einen V-förmigen Kühlergrill. Ab 1935 war das Vierganggetriebe synchronisiert. Die Höchstgeschwindigkeit stieg auf 99 km/h.
1935 wurde in geringer Stückzahl das kleine Coupé Hillman Aero Minx mit einer Karosserie aus Aluminium gefertigt.
1936 hieß das Modell Minx Magnificent, hatte rundere Linien, einen versteiften Rahmen und der Motor rückte nach vorne, damit mehr Innenraumlänge bei gleicher Gesamtlänge verblieb. Das Heckblech, das bis dahin vertikal stand, wurde geneigt und man bot ein faltbares Gepäckgitter an, das für „zwei Pfund, sieben Shilling und Sixpence“ (etwas weniger als £ 2,40) lackiert lieferbar war. Ein Kombi mit Commer-Typenschild war nun ebenfalls erhältlich.
Der vorletzte Minx vor dem Zweiten Weltkrieg war das Modell von 1938, auch Minx Aero genannt. Es gab nun keinen Werks-Tourenwagen mehr, aber dafür fertigte Carbodies einige Wagen mit diesen Aufbauten. Das Modell ähnelte dem Minx Magnificent, hatte aber einen anderen Kühlergrill und einen von außen zugänglichen Kofferraum. Das Reserverad lag darunter und war über eine separate Klappe zugänglich. Es gab zwei Limousinenausführungen. Der „Safety“ hatte mit Kunstleder-(„Rexine“) bezogene Sitze, feste vordere Dreiecksfenster und insgesamt eine einfachere Ausstattung. Der „De Luxe“ hatte Ledersitze, zu öffnende vordere Dreiecksfenster, zusätzliche Ausstattungsdetails und verschiedene Luxusdetails. Beide Achsen waren starr und an Längsblattfedern aufgehängt. Die von Bendix gelieferten Duo-Servo-Bremsen an allen Rädern waren seilzugbetätigt, die Lenkung arbeitete mit Spindel und Mutter.
1939 erschien ein weiteres Minx-Modell mit geänderter Mechanik. Schaltgetriebe, Differenzial, Antriebswellen und Lenkung waren modernisiert worden und es gab etliche weitere mechanische und kosmetische Änderungen. Sogar der Kühlergrill, der dem 1938er-Modell ähnlich sieht, war nun ein Aluminium-Pressteil.

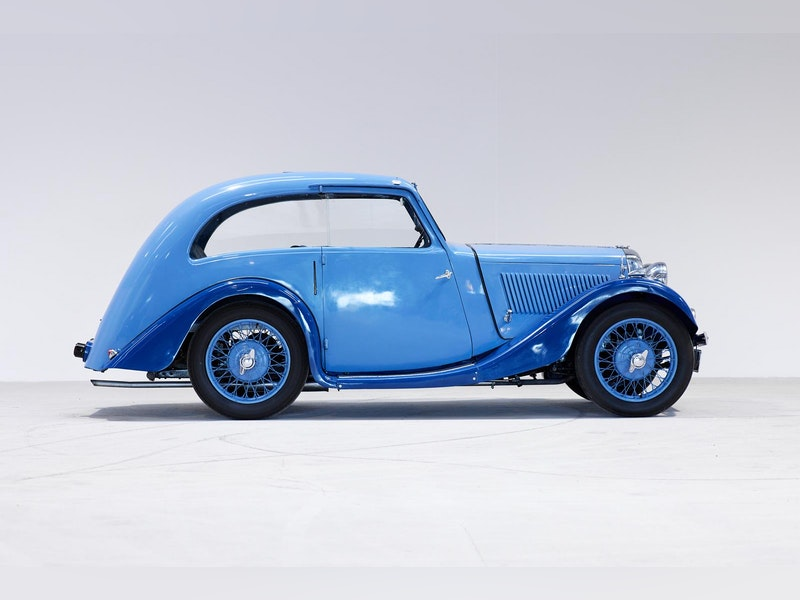
Die Sonderausführung Hillman Aero Minx von 1935

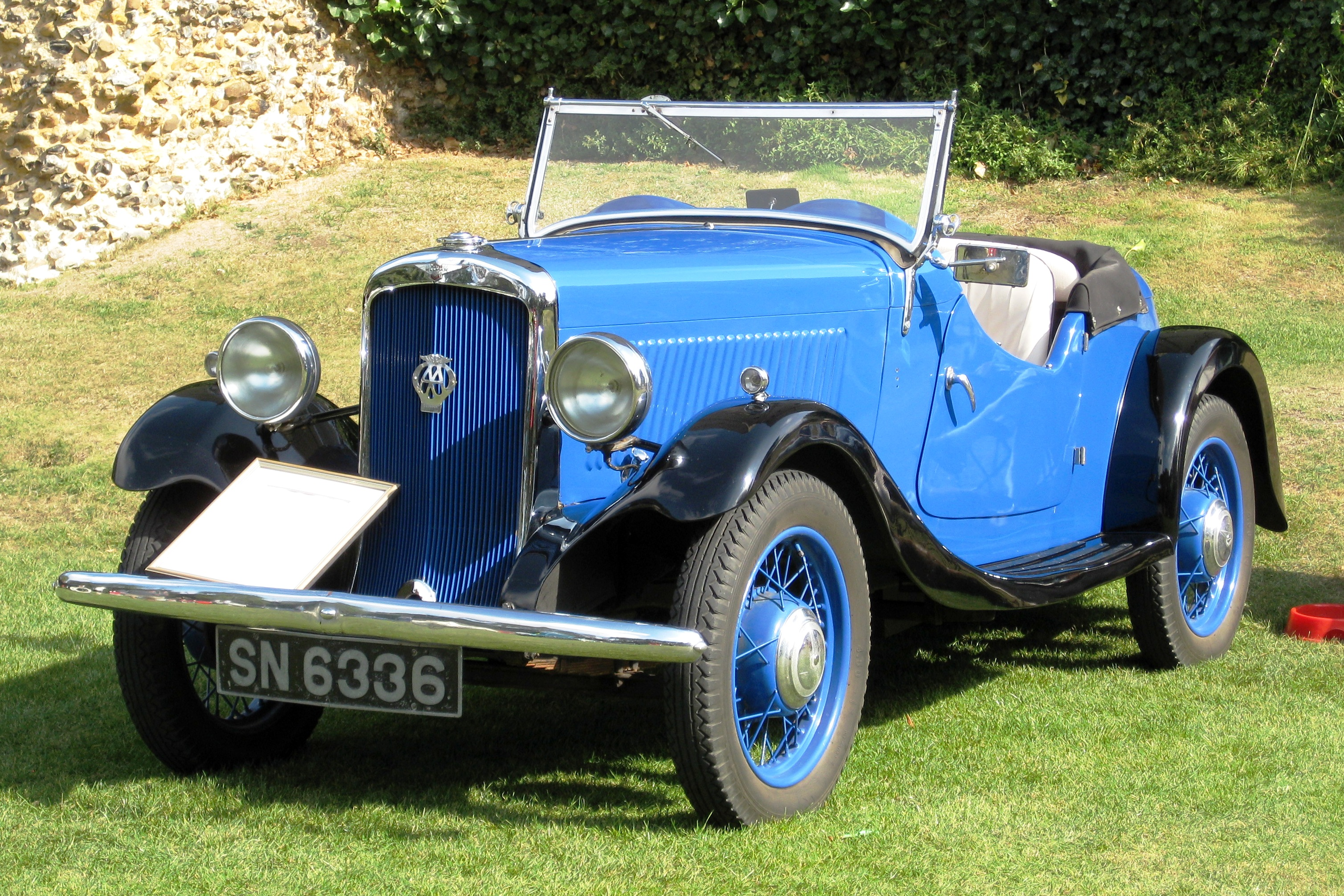
Hillman Minx Sports Tourer (1934)
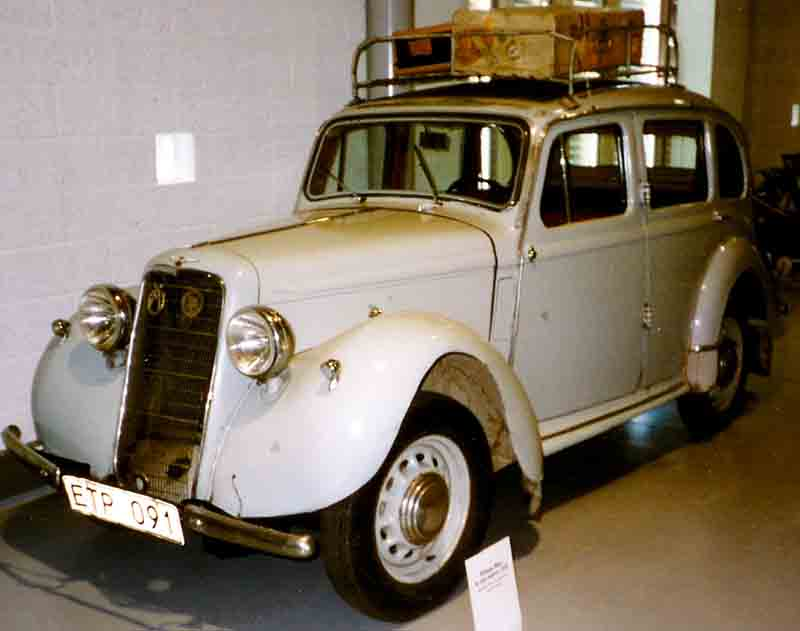
Hillman Minx De Luxe Limousine 4 Türen (1936)
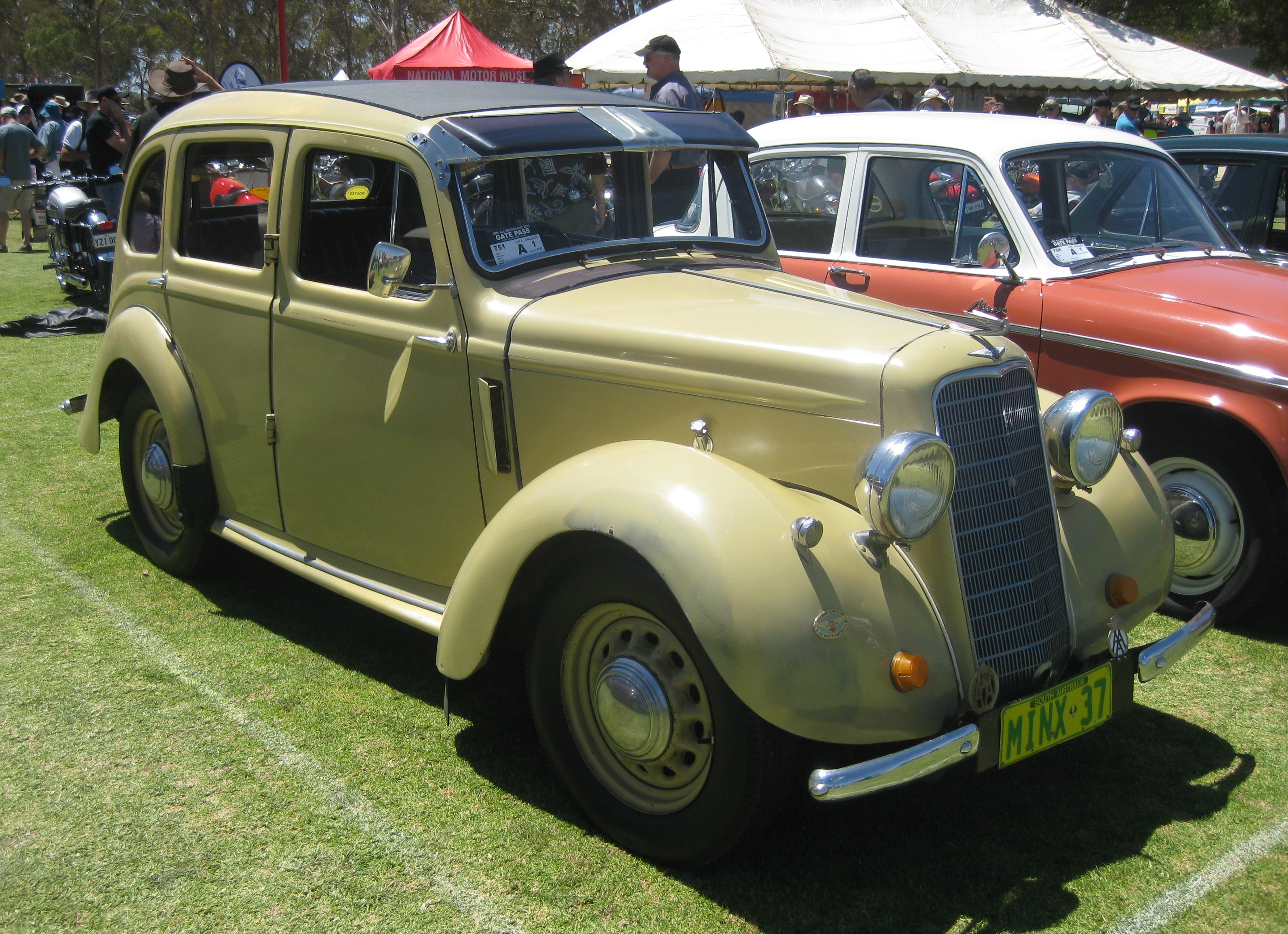
Hillman Minx Limousine (1937)
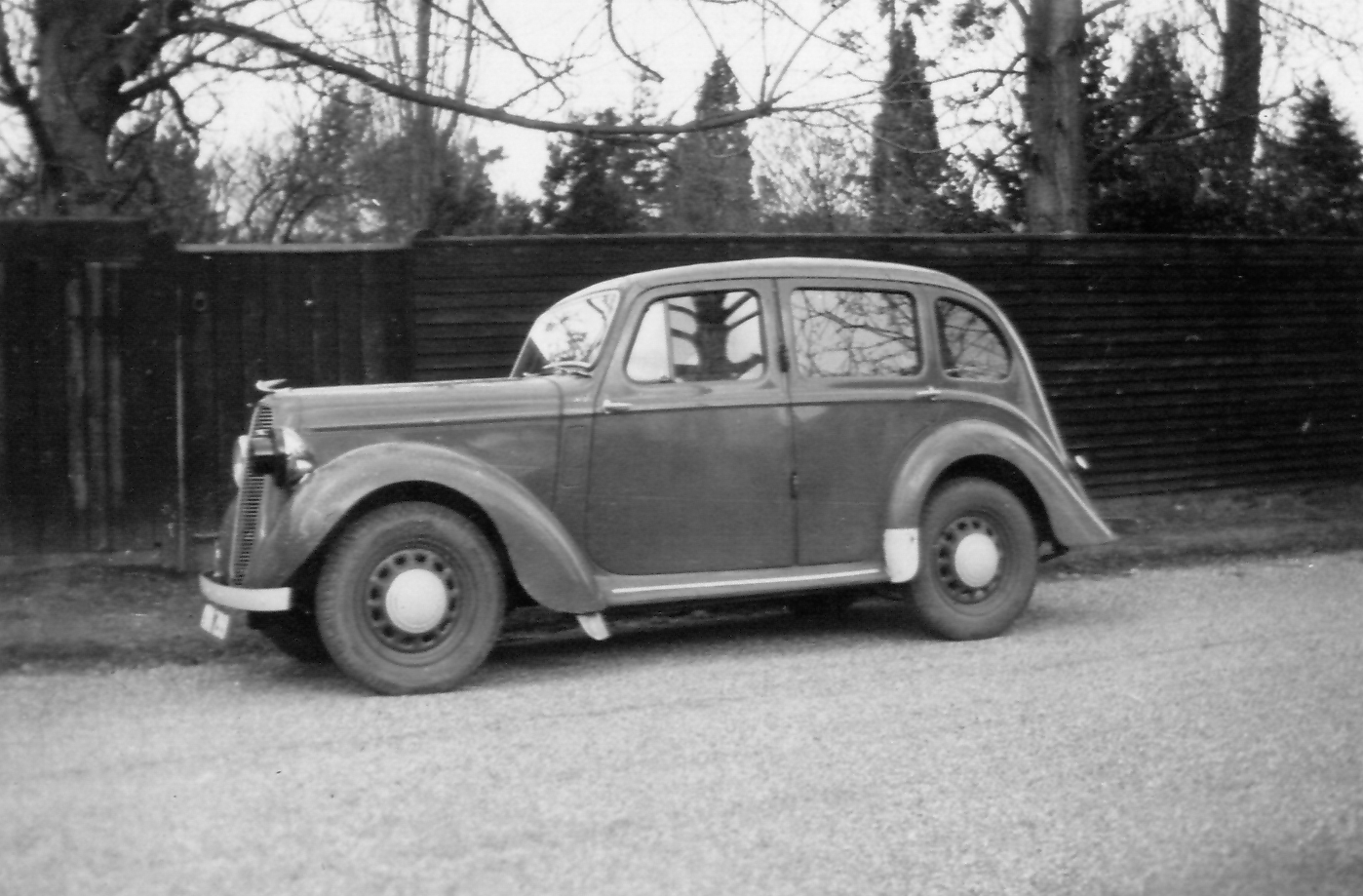
Hillman Minx Limousine 4 Türen (1938)
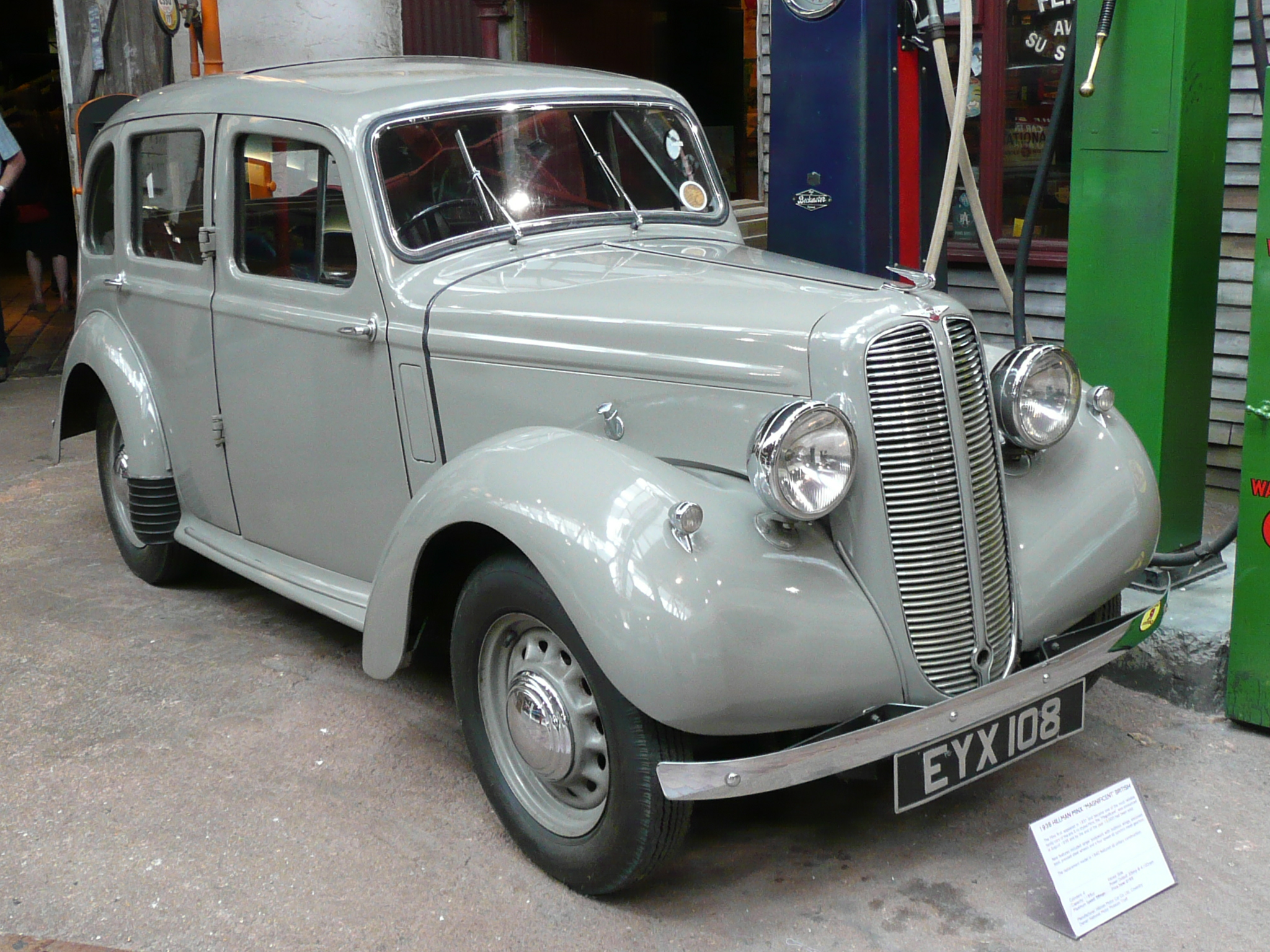
Hillman Minx "Aero" (1938)

## Der Minx im Krieg
Im Zweiten Weltkrieg stellten die britischen Automobilhersteller einen einfachen Pritschenwagen, den Tilly, her. Die Hillman-Ausführung war ein 10 hp, ein Minx-Fahrgestell mit zweisitziger Kabine und einer Pritsche mit Plane. Die einfache Limousine wurde 1940 bis 1944 ebenfalls für militärische und wichtige zivile Nutzung gebaut.

## Minx Mark I bis Mark VIII

### Minx Mark I/II
Der zwischen 1945 und 1947 angebotene Minx hatte den gleichen, seitengesteuerten Motor, den gleichen Radstand und fast das gleiche Aussehen wie der letzte Vorkriegs-Minx. Er wurde später Minx Mark I genannt. Von 1947 bis 1948 gab es eine modifizierte Version, den Minx Mark II. Während der Mark I bis zu 101 km/h erreichte, konnte der ‚’Mark II’’ auf bis zu 106 km/h beschleunigen. Beide Fahrzeuge gab es nur in Limousinenausführung. Vom Mark I und Mark II entstanden ca. 60.000 Exemplare.

### Minx Mark III–VIII
Ein sehr viel moderner gestylter Minx wurde als Minx Mark III ab 1948 angeboten. Dies war das erste Stufenheckmodell im Pontonstil, der die seit den 1930er-Jahren bis dahin gebaute Fließhecklimousine ersetzte. Anfangs gab es drei verschiedene Karosserieversionen, eine Limousine, einen Kombi und ein Cabriolet. Unter dem Blech allerdings hatte sich außer einer neuen Vorderradaufhängung wenig geändert: Der Mark III hatte weiterhin den seitengesteuerten 1,2-Liter-Motor seiner Vorgänger, der auch noch, wie bisher, 35 bhp (26 kW) leistete. Dies reichte für eine Höchstgeschwindigkeit von 112 km/h. Der Minx Mark III wurde 28.619-mal gebaut.
Für den 1949 vorgestellten Minx Mark IV wurde dieser Motor dann auf 1265 cm³ Hubraum aufgebohrt und seine Leistung stieg um 7 % auf 37,5 bhp (27,6 kW). Trotz der etwas höheren Leistung sank die erreichbare Höchstgeschwindigkeit leicht auf 109 km/h. Vom Mark IV gab es auch einen Kastenwagen und einen Pick-up. Der ab 1951 gebaute Minx Mark V zeigte nur kleinere Stylingveränderungen, schaffte aber wieder 117 km/h. Vom Mark IV entstanden 90.832 Exemplare, vom Mark V 59.777 Stück.
1953 wurde mit dem Minx Mark VI eine vierte Karosserievariante angeboten: Neben der Limousine, dem Kombi und dem Cabriolet gab es ein Hardtop-Coupé „Californian“, bei dem sich die B-Säulen zusammen mit den hinteren Kurbelfenstern versenken ließen. Radstand und Gesamtlänge der Fahrzeuge blieben gegenüber denen der Limousine und des Cabriolets gleich. Auch der im selben Jahr aufgelegte Minx Mark VII zeigte gegenüber dem Vorgängermodell nur einige kosmetische Änderungen. Der Minx Mark VI wurde 44.643-mal gebaut, der Minx Mark VII 60.711-mal.
1954 erschien der Minx Mark VIII. Er hatte einen komplett neu entwickelten Motor mit obenliegenden Ventilen und 1390 cm³ Hubraum, der 43 bhp (31,6 kW) entwickelte. Er verschaffte den Wagen eine Spitzengeschwindigkeit von 118 km/h. Auch vom Mark VIII gab es wieder einen Kastenwagen und einen Pick-up. Bis 1956 wurde diese Generation des Minx 94.123-mal gefertigt.

### Exporte und Auslandsmodelle
Anfang der 1950er-Jahre wurde der Hillman Minx kurze Zeit in die USA exportiert – für US-amerikanische Kunden, die sparsamere Autos suchten. Das Presseecho dieser Modelle war aber nur befriedigend.
Von 1953 bis 1956 stellte Isuzu in Japan die Minx Mark VI/VII/VIII als Isuzu Hillman Minx her, bevor 1961 das Modell Bellel eingeführt wurde.

### Galeriebilder

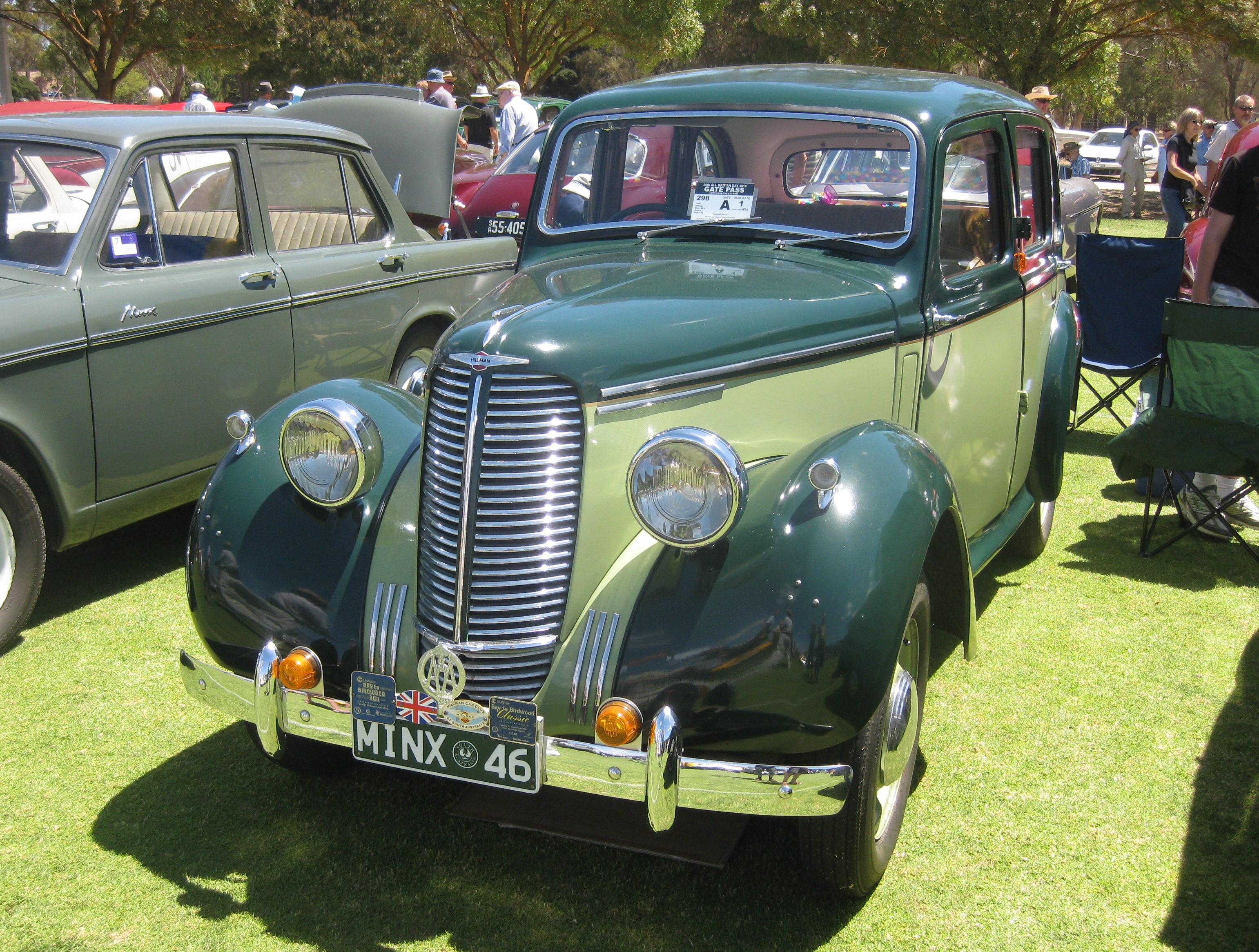
Minx Mark I Limousine (1946)
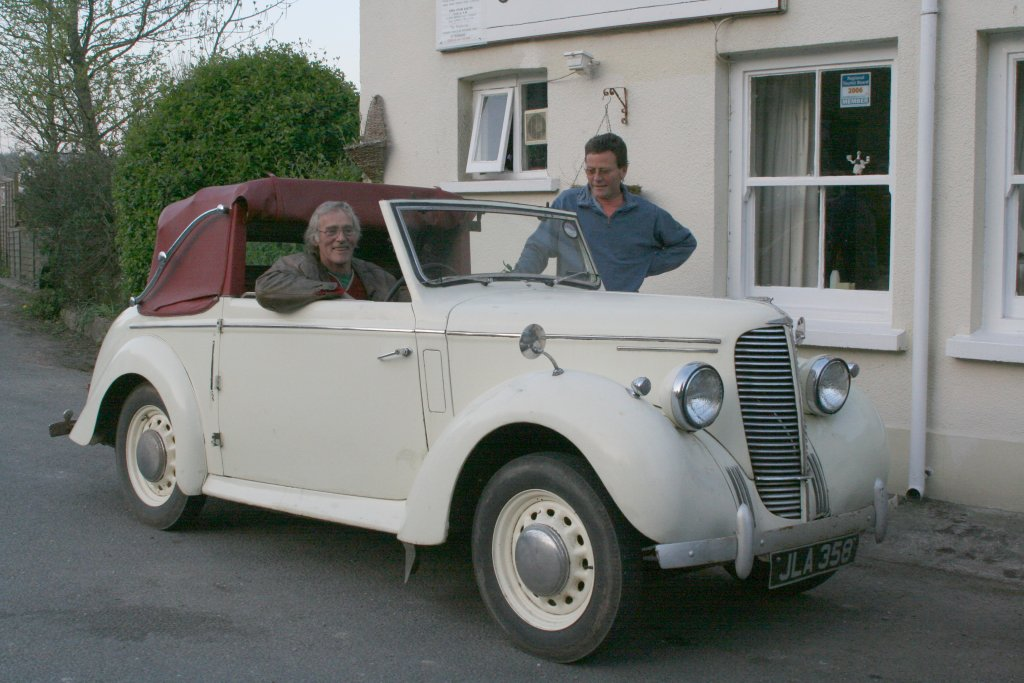
Minx Mark I Cabriolet (1947)
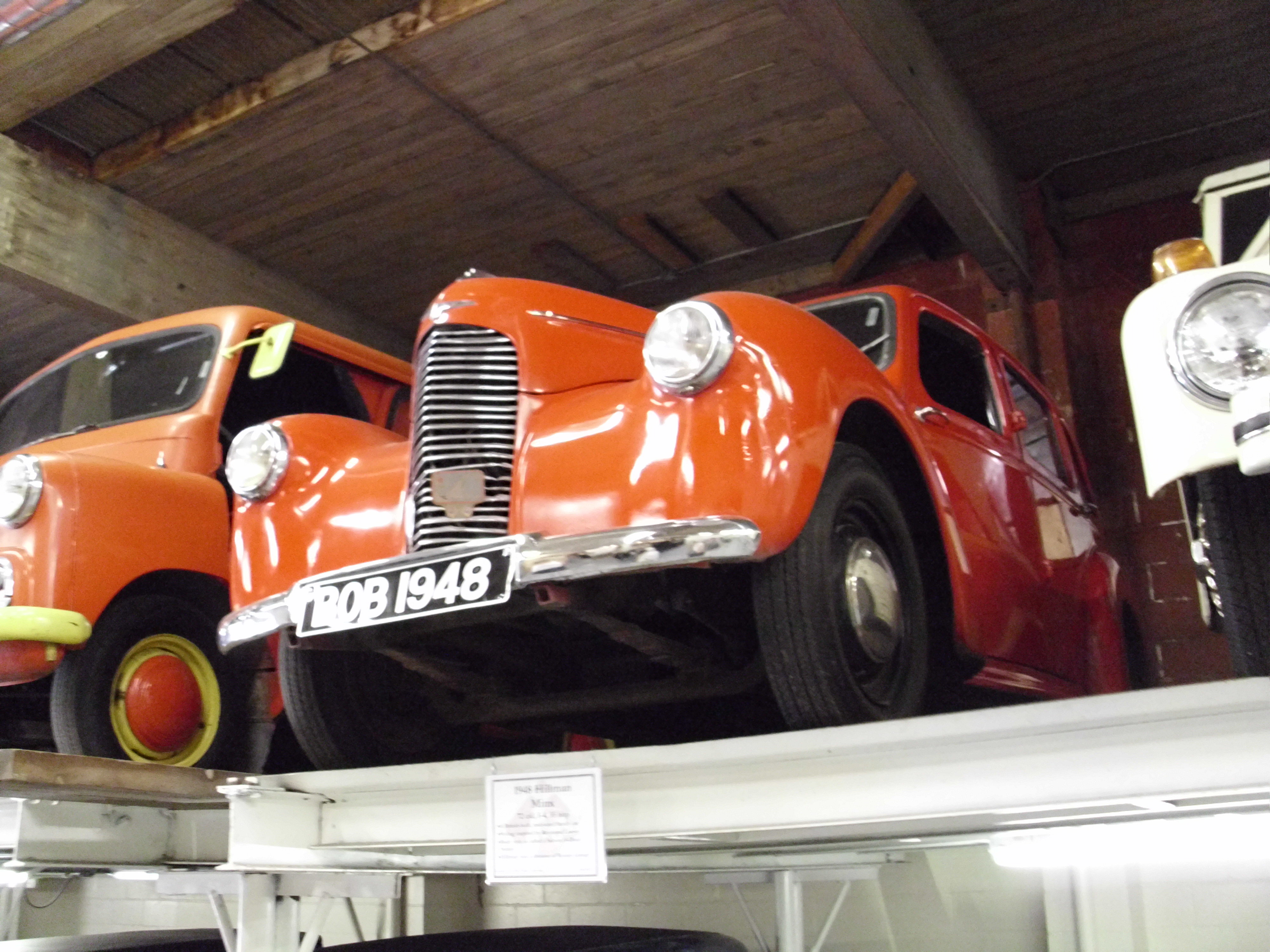
Minx Mark II (1948)
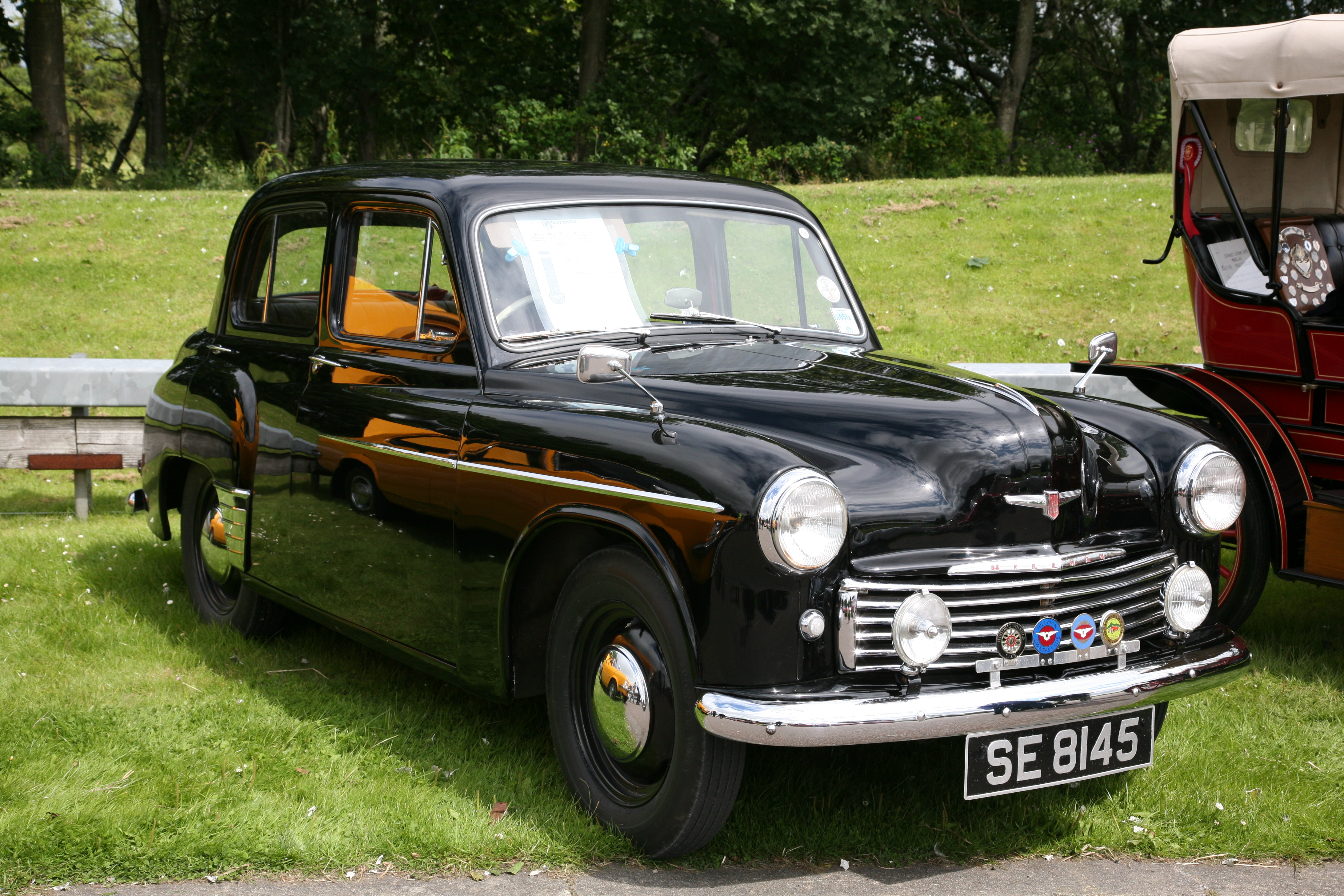
Minx Mark V (1953)
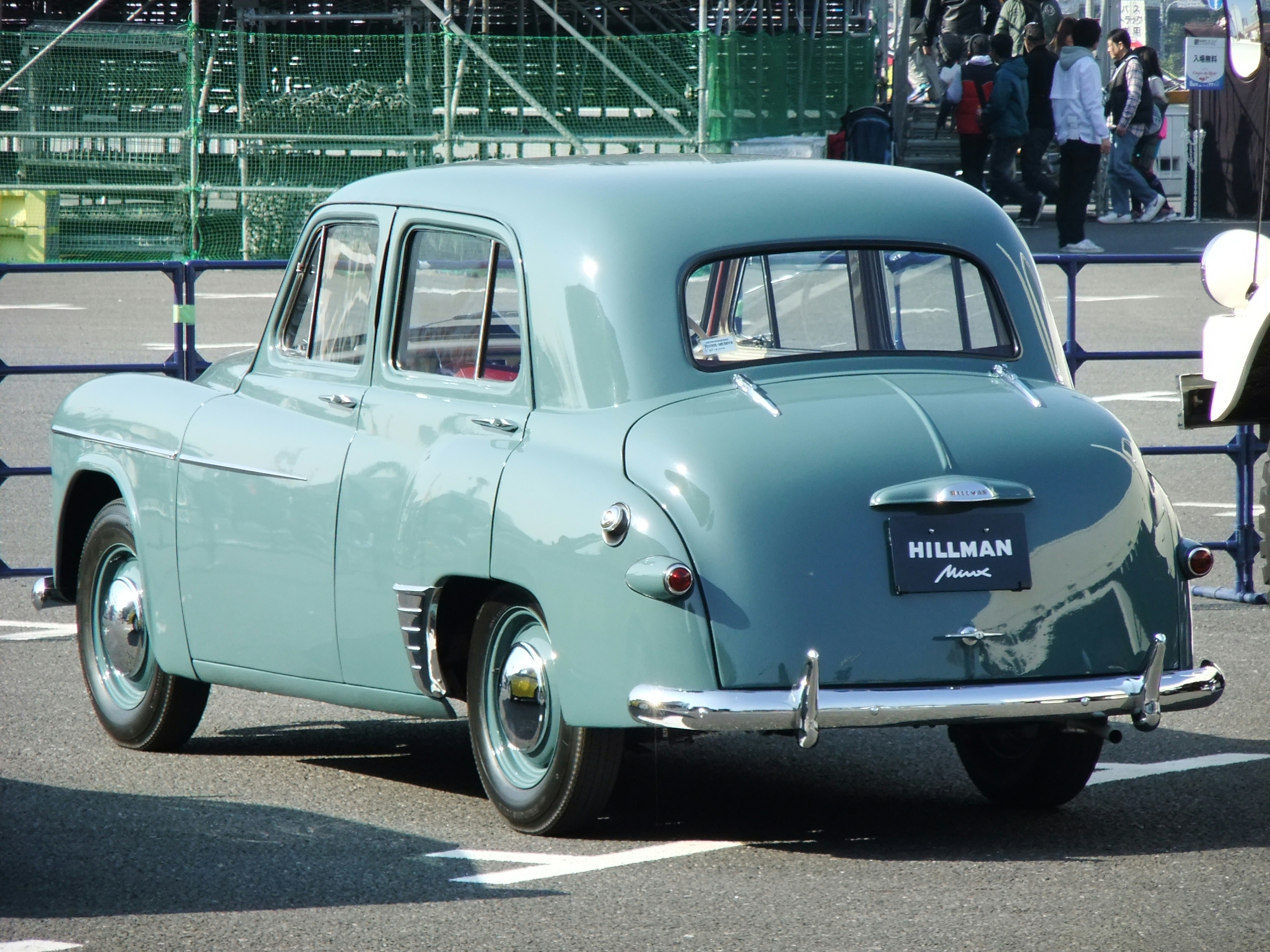
Minx Mark VI (1953)
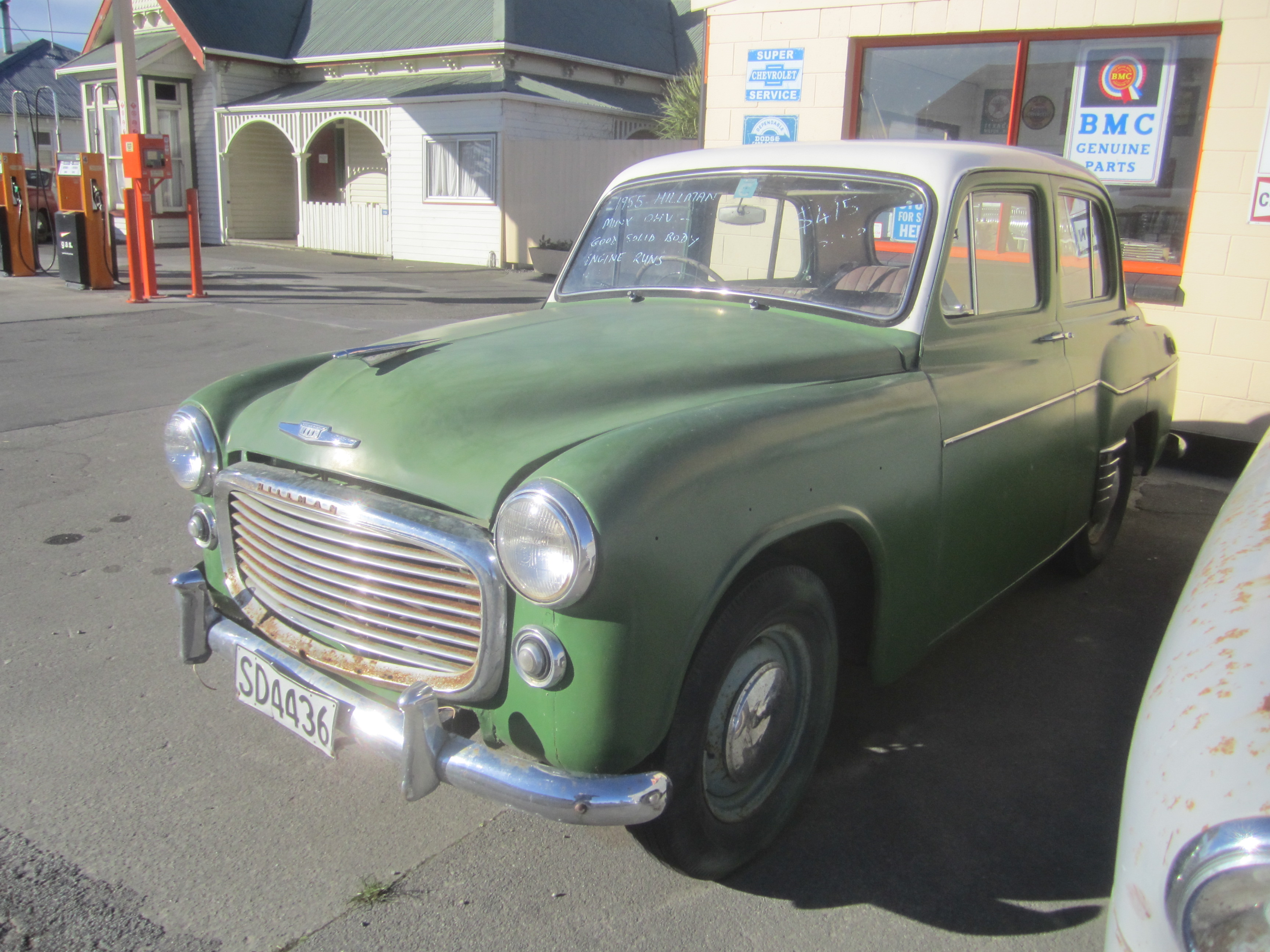
Minx Mark VII (1954)
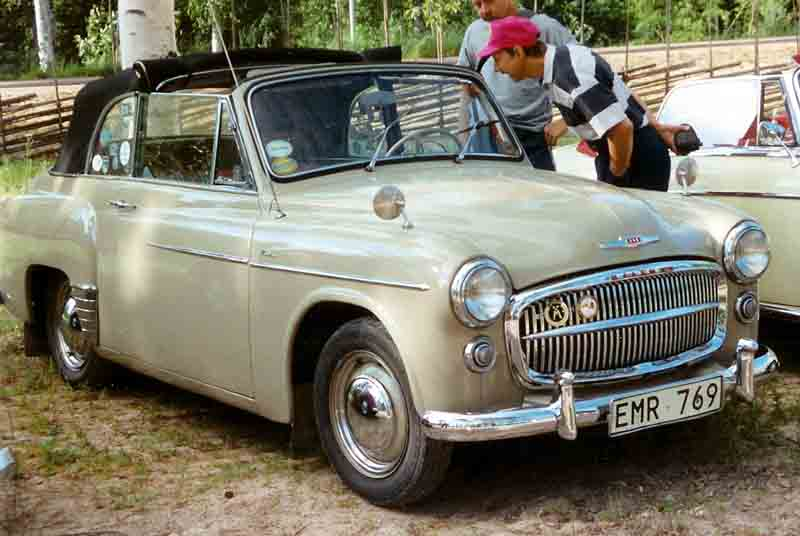
Minx Mark VIII Cabriolet (ca. 1955)
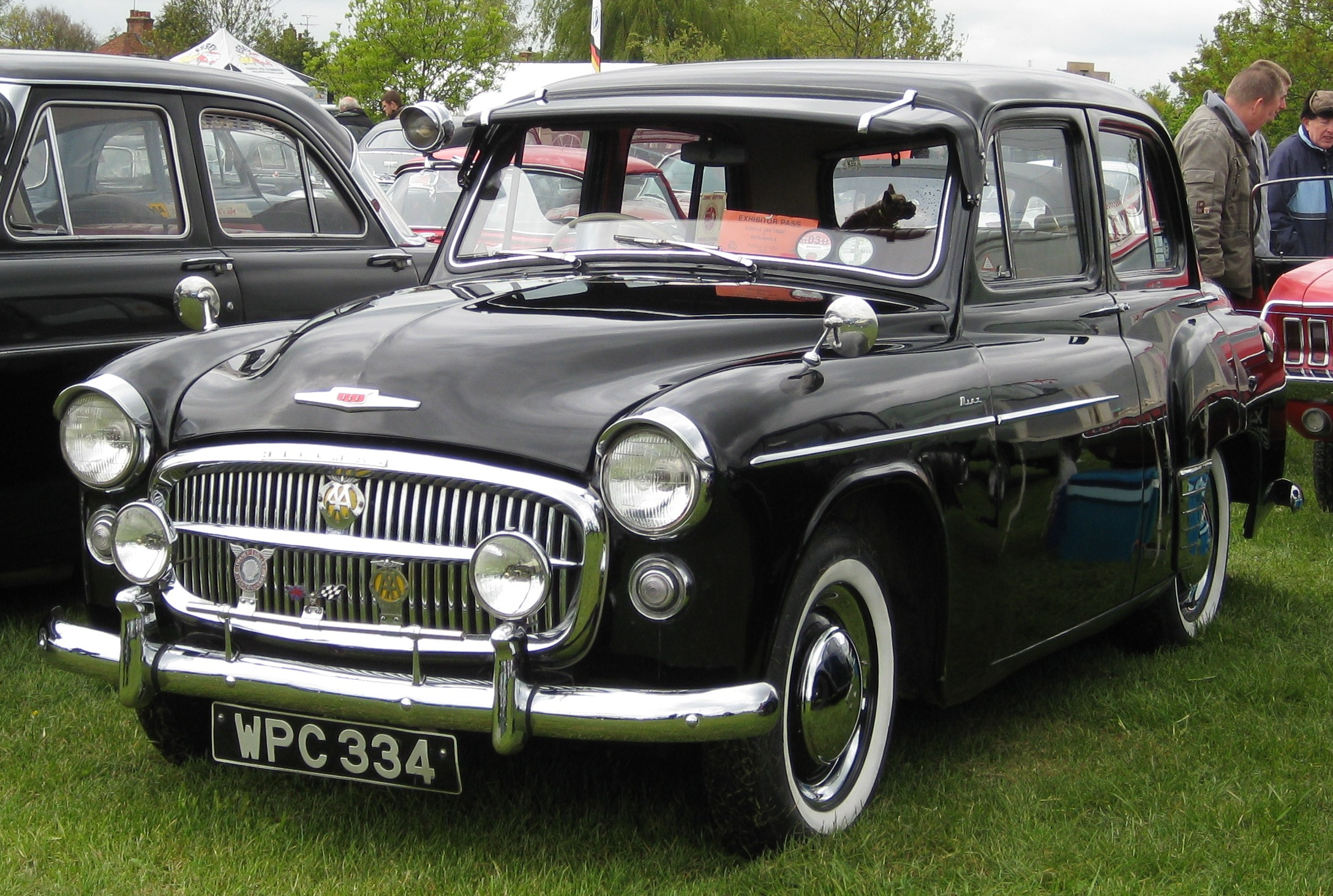
Minx Mark VIII Limousine (1955)
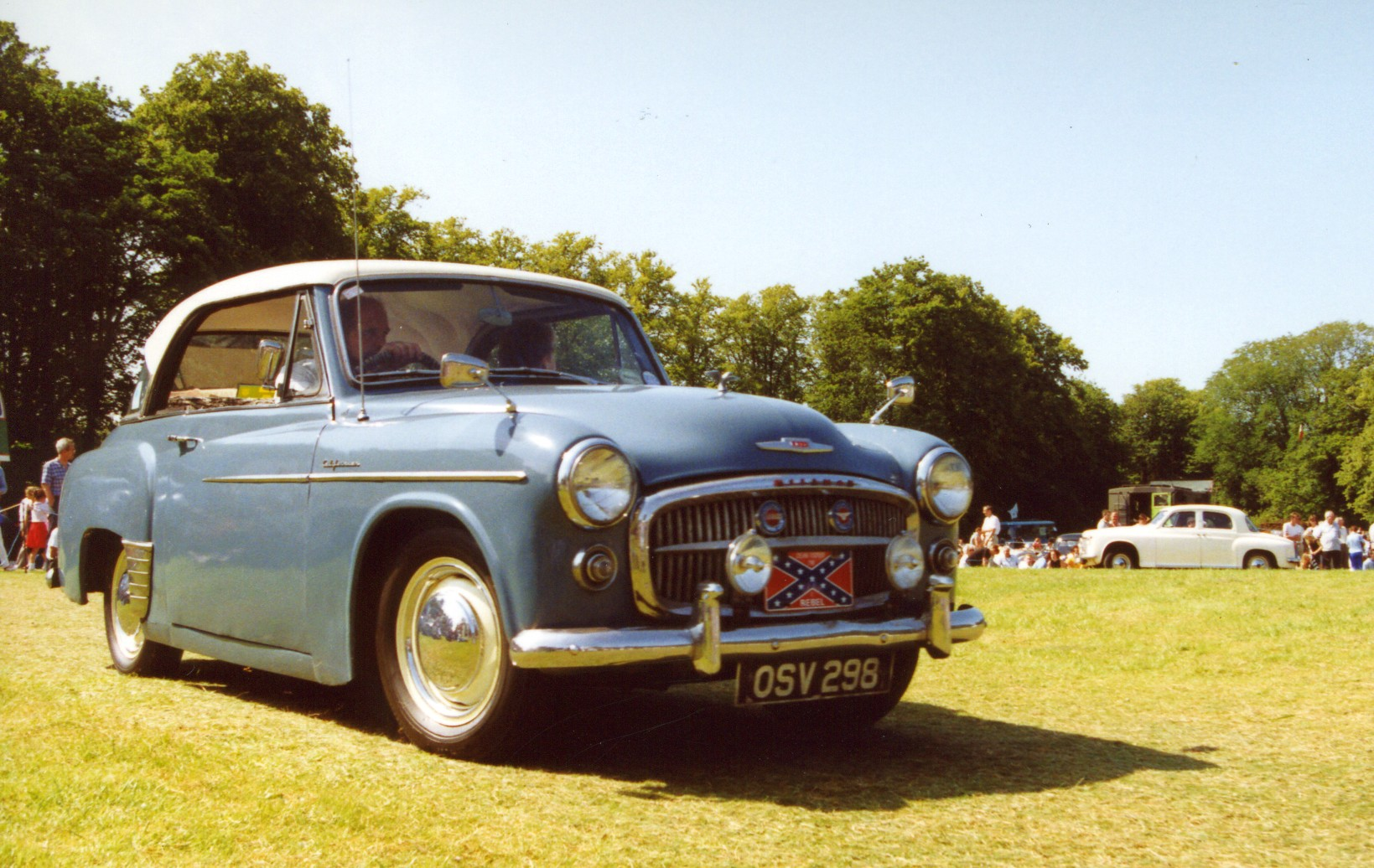
Hillman Minx Californian Coupé

## Minx Serie I–Serie VI (Audax-Modelle)
Die Karosserie im sogenannten 'Audax'-Design wurde von der Rootes-Gruppe entworfen, aber mit Unterstützung der Stylingbüros von Raymond Loewy, der auch die Studebaker-Coupés von 1953 gezeichnet hatte.

### Die einzelnen Serien
Jedes Jahr wurde das Design überarbeitet, was jeweils zu einer neuen Seriennummer führte. Es gab die Serien I (1956–1957), II (1957–1958), III (1958–1959), IIIa (1959–1960), IIIb (1960–1961), IIIc (1961–1963), V (1963–1965) und VI (1965–1967).
Die Serie I übernahm den 1,4-Liter-Motor mit obenliegenden Ventilen vom Minx Mark VIII. Im neuen Wagen leistete dieser aber 51 bhp (38 kW). Auch die Serie II behielt diesen Motor, der dann für die Serien III–IIIb auf 1494 cm³ aufgebohrt wurde. Leistete er in der Serie III noch 52,5 bhp (38,6 kW), so stieg seine Leistung für die beiden Folgeserien auf 56,5 bhp (41,5 kW). Eine Variante mit erneut größerem Hubraum von 1592 cm³, aber auf 53 bhp (39 kW) reduzierten Leistung wurde in der Serie IIIc vorgestellt und dann in die Folgeserie V übernommen. Die Serie VI wartete mit einem 1725-cm³-Motor auf, der 65 bhp (48 kW) abgab. Zu den einzelnen Motoren gab es eine Reihe von Handschaltgetrieben mit Mittel- oder Lenkradschaltung. Auch Automatikgetriebe waren lieferbar (für Serien I und II nur Halbautomatik). Die erreichbaren Höchstgeschwindigkeiten schwankten zwischen 123 km/h (Serie III) und 131 km/h (Serie VI).
Bereits in der Serie I wurde das Hardtop-Coupé nicht mehr angeboten. Mit der Serie IIIc verschwand 1963 auch das Cabriolet.
Die Serien I und II wurden 202.204-mal gebaut, die Serie III 83.105-mal. Von der Serie IIIa entstanden 78.052 Exemplare, von der Serie IIIb 58.260 Exemplare.

### Auslandsmodelle
Der neuseeländische Importeur und Hersteller Todd Motors verkaufte den Hillman Minx als Humber 80 und den Hillman Super Minx als Humber 90, um die Zahl der seltenen Importlizenzen für CKD-Kits zu erhöhen.
In Australien hießen die ersten Exemplare der Serie V mit vollsynchronisierten Getrieben Serie Va. Diese Bezeichnung kennt man nur in Australien.
Auch der Audax-Minx wurde von Isuzu in Japan als Isuzu Hillman Minx mit Rootes-Lizenz gebaut, und zwar von September 1956 bis Juni 1964. Auch stellte Isuzu von 1958 bis 1964 ihre eigene Kombiversion, den Isuzu Hillman Express, her.
Einige Hundert dieses Modells wurden Anfang der 1960er Jahre – wegen des vergleichsweise hohen Preises von 21.000 MDN eher für Gutsituierte – auch in die DDR importiert. 500 Stück wurden auch in die ČSSR importiert, der Verkaufspreis war 42.000 Kčs in der Basisausstattung.

### Galeriebilder

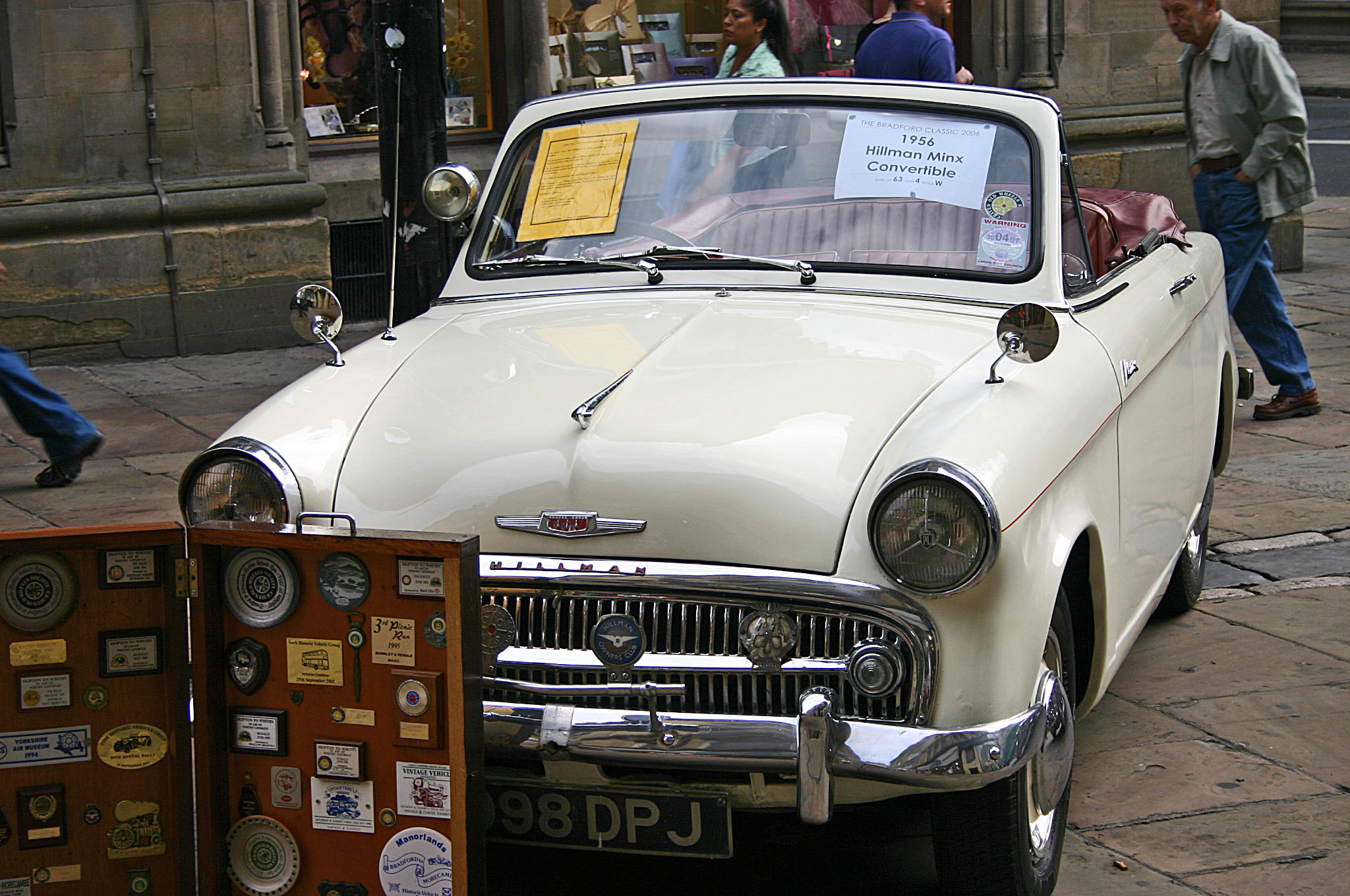
Hillman Minx Serie I Cabriolet (ca. 1962)
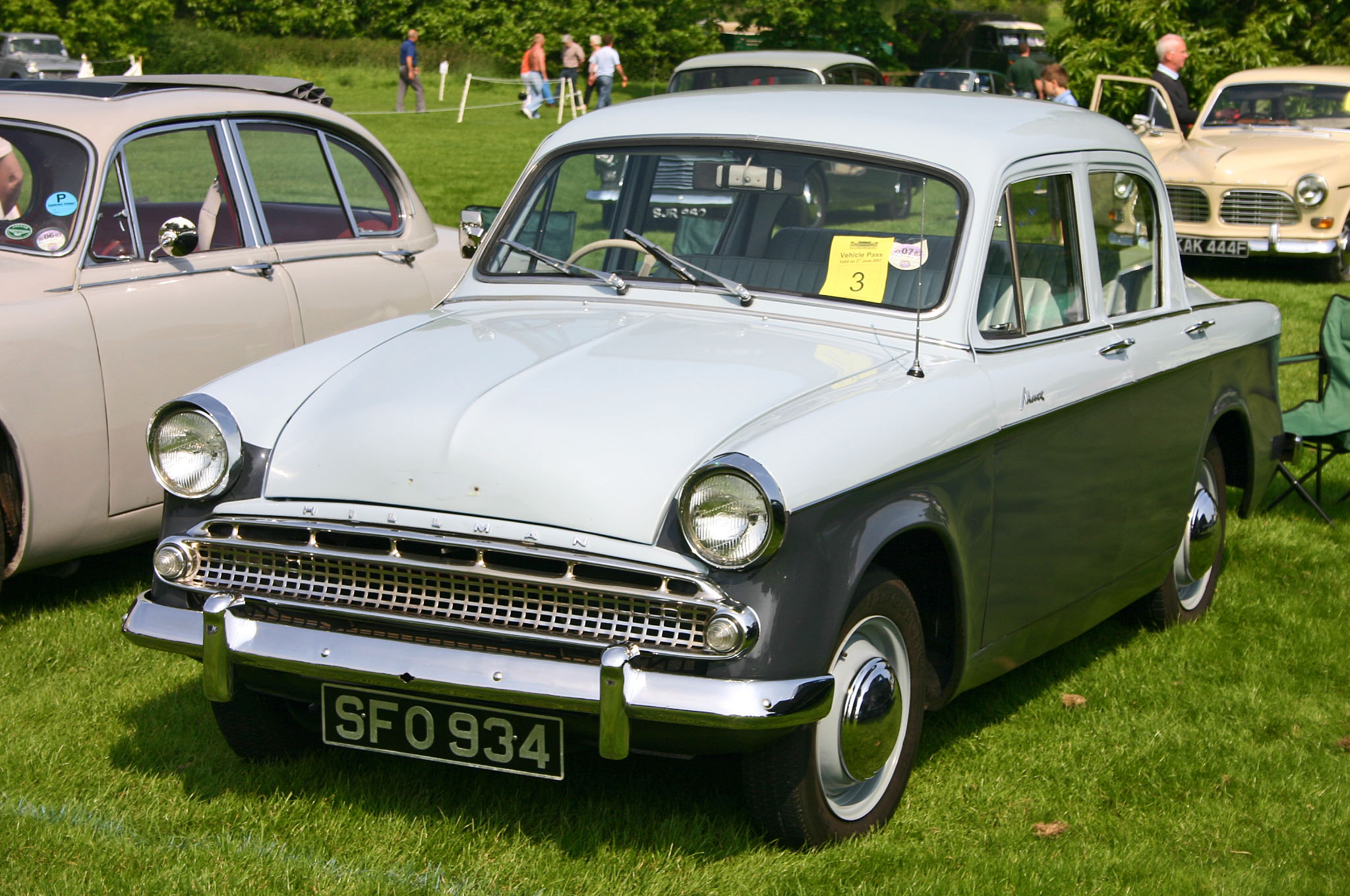
Hillman Minx Serie III
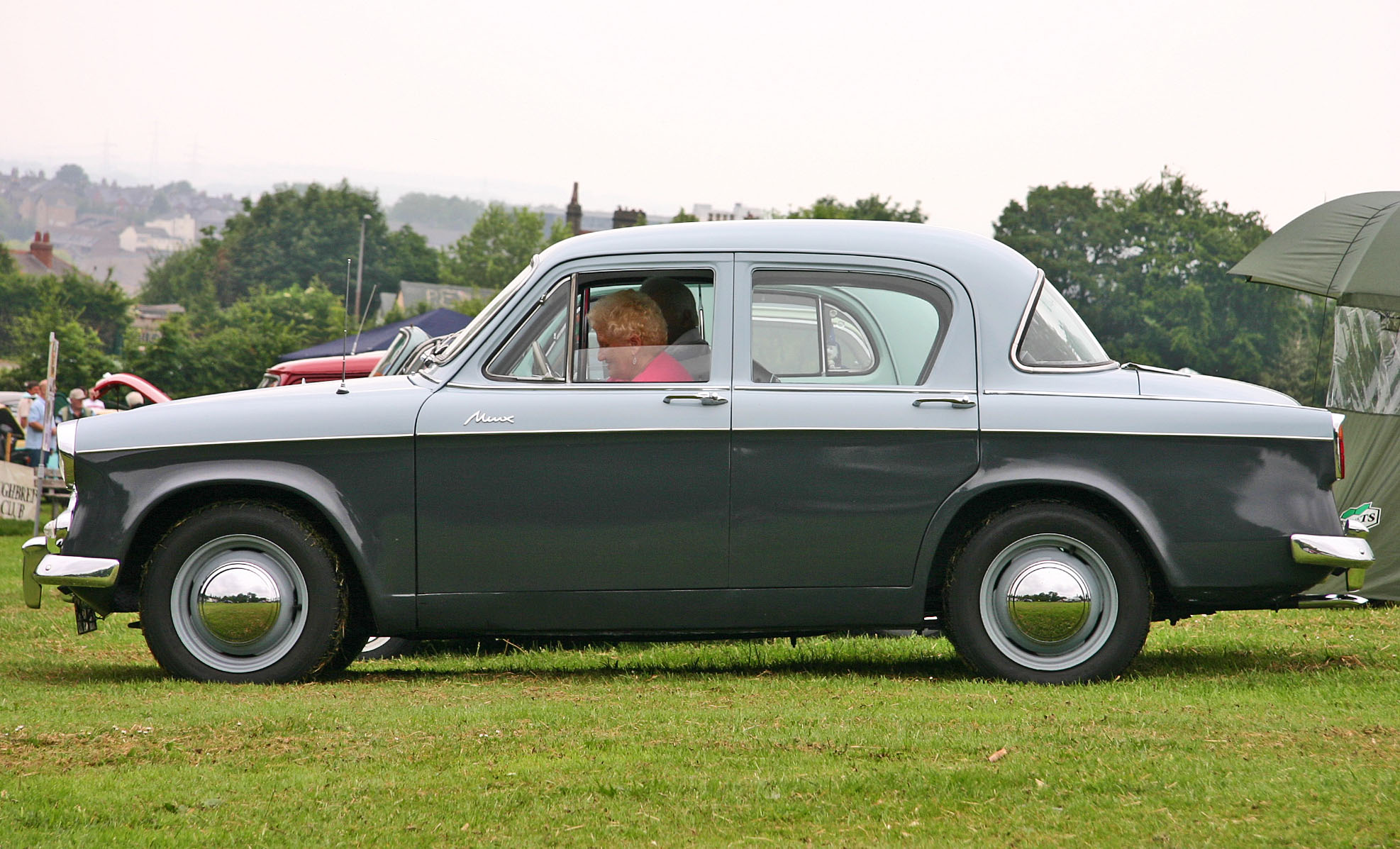
Hillman Minx Serie III
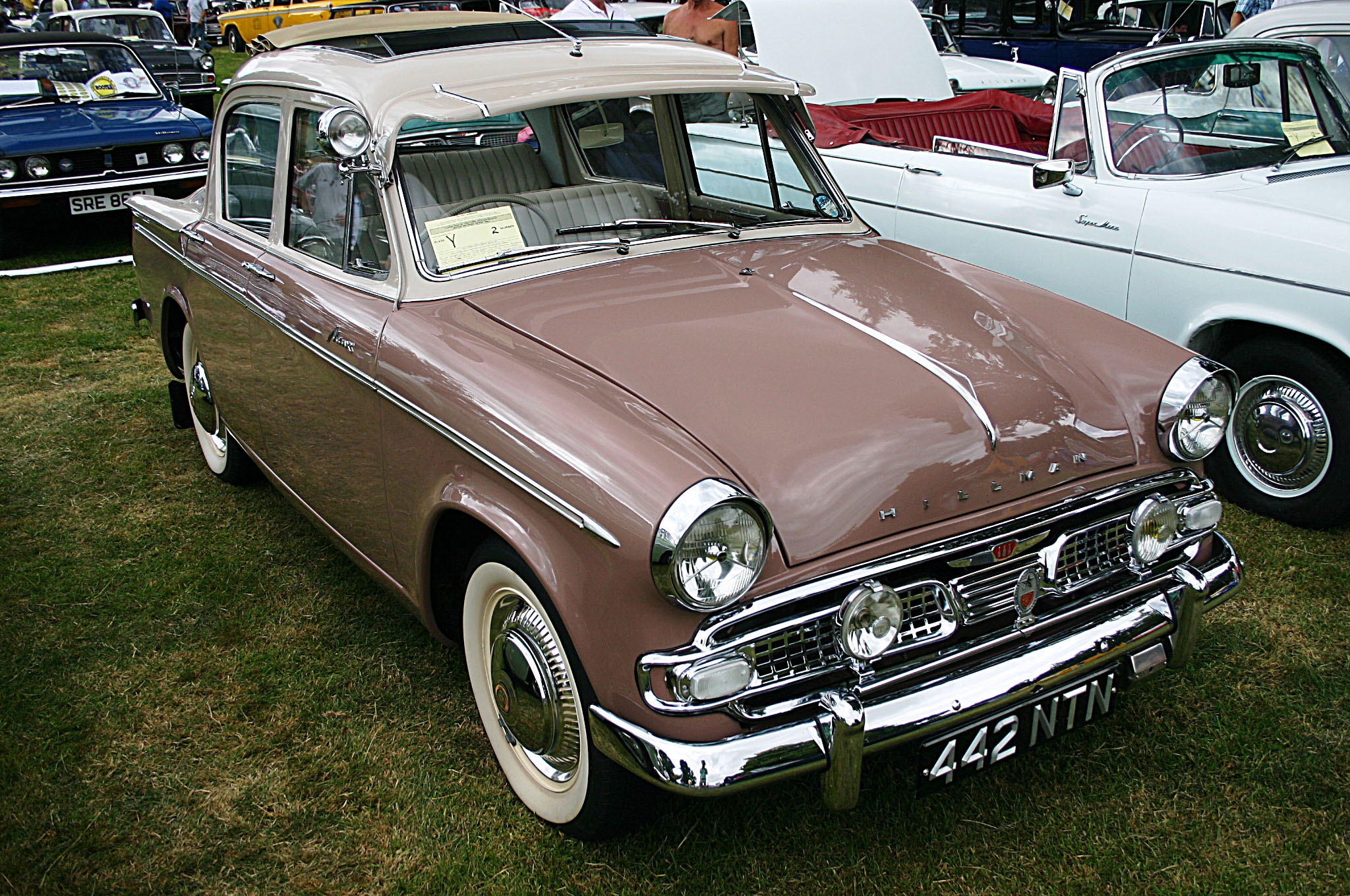
Hillman Minx Serie IIIa
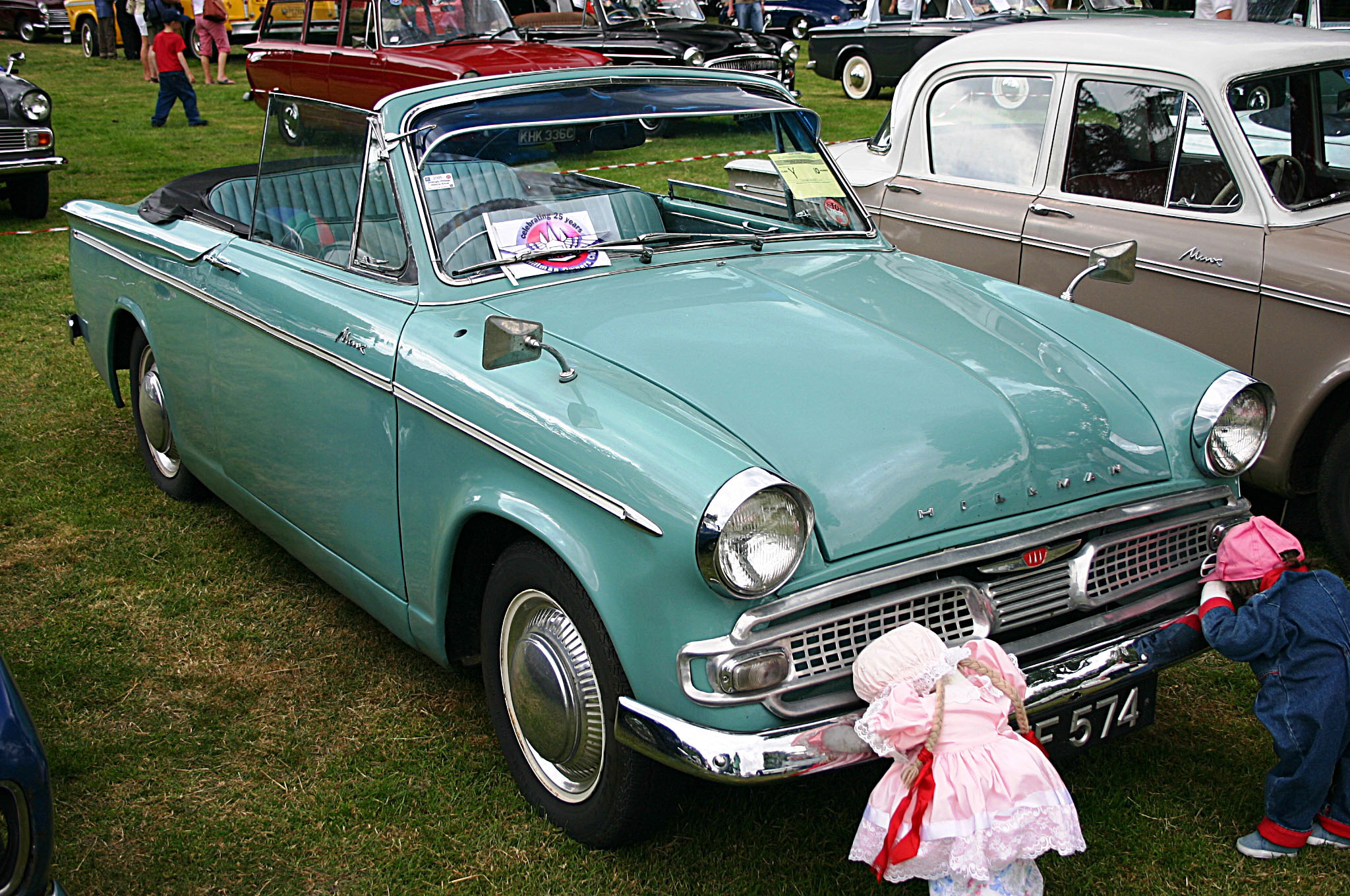
Hillman Minx Serie IIIb Cabriolet
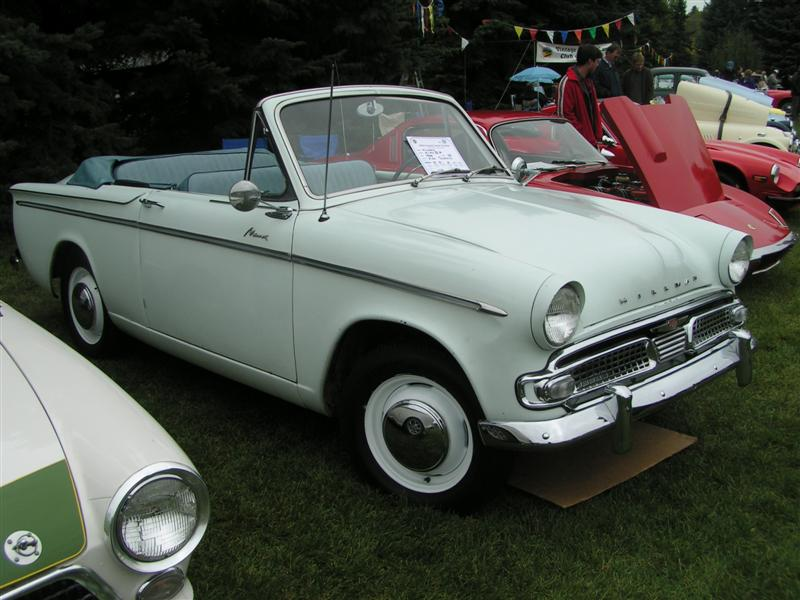
Hillman Minx Serie IIIc Cabriolet
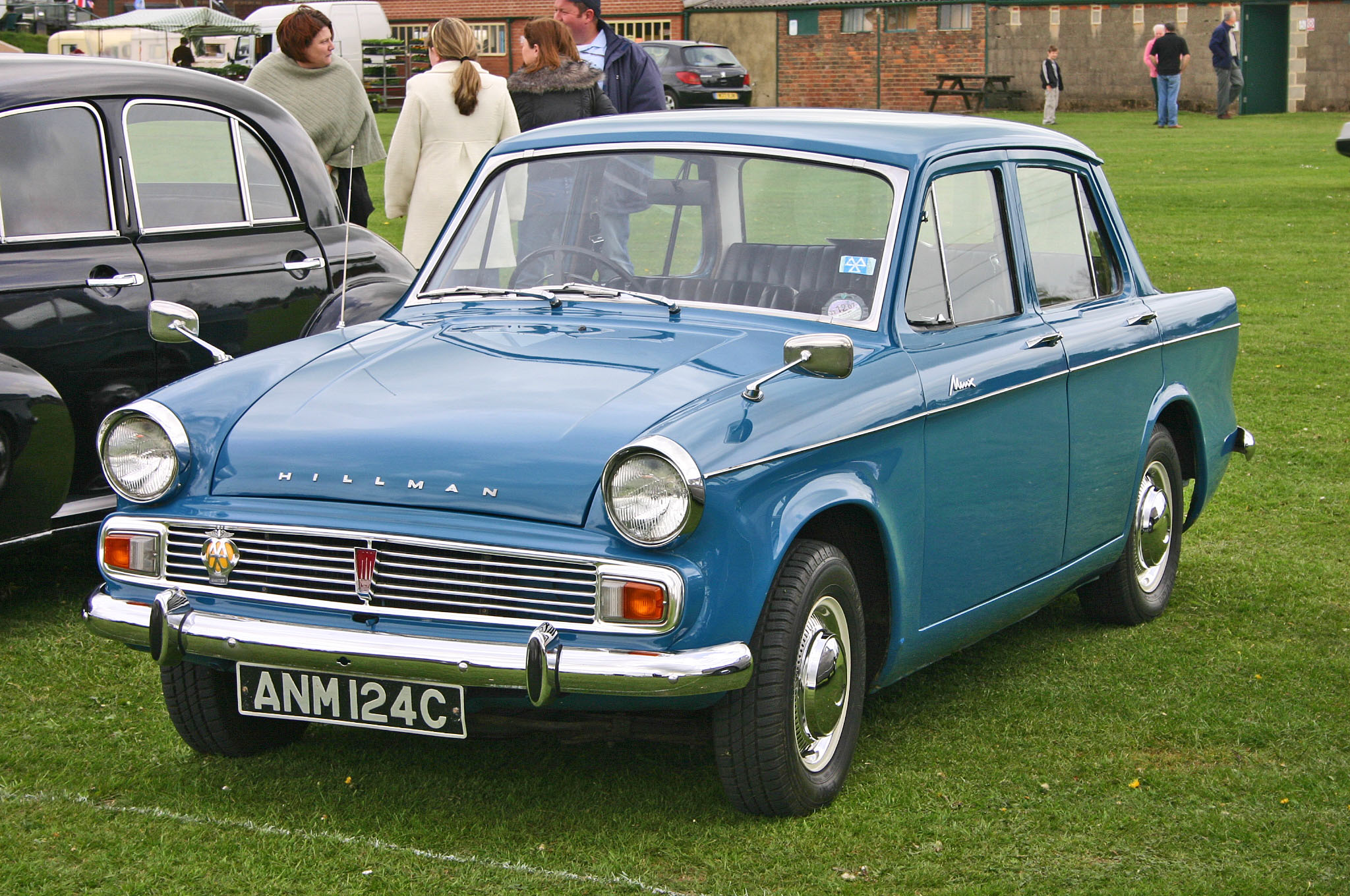
Hillman Minx Serie V
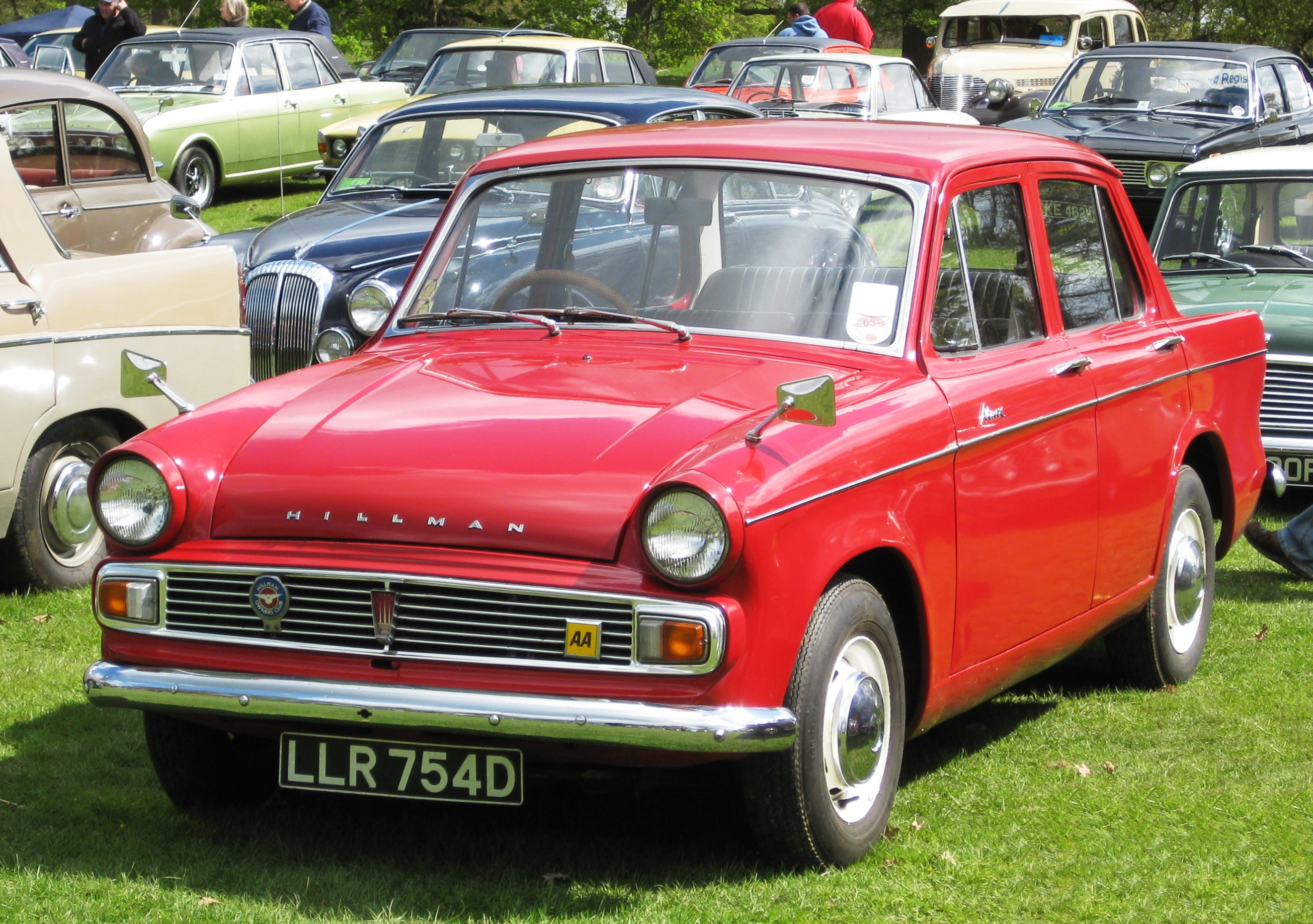
Hillman Minx Serie VI
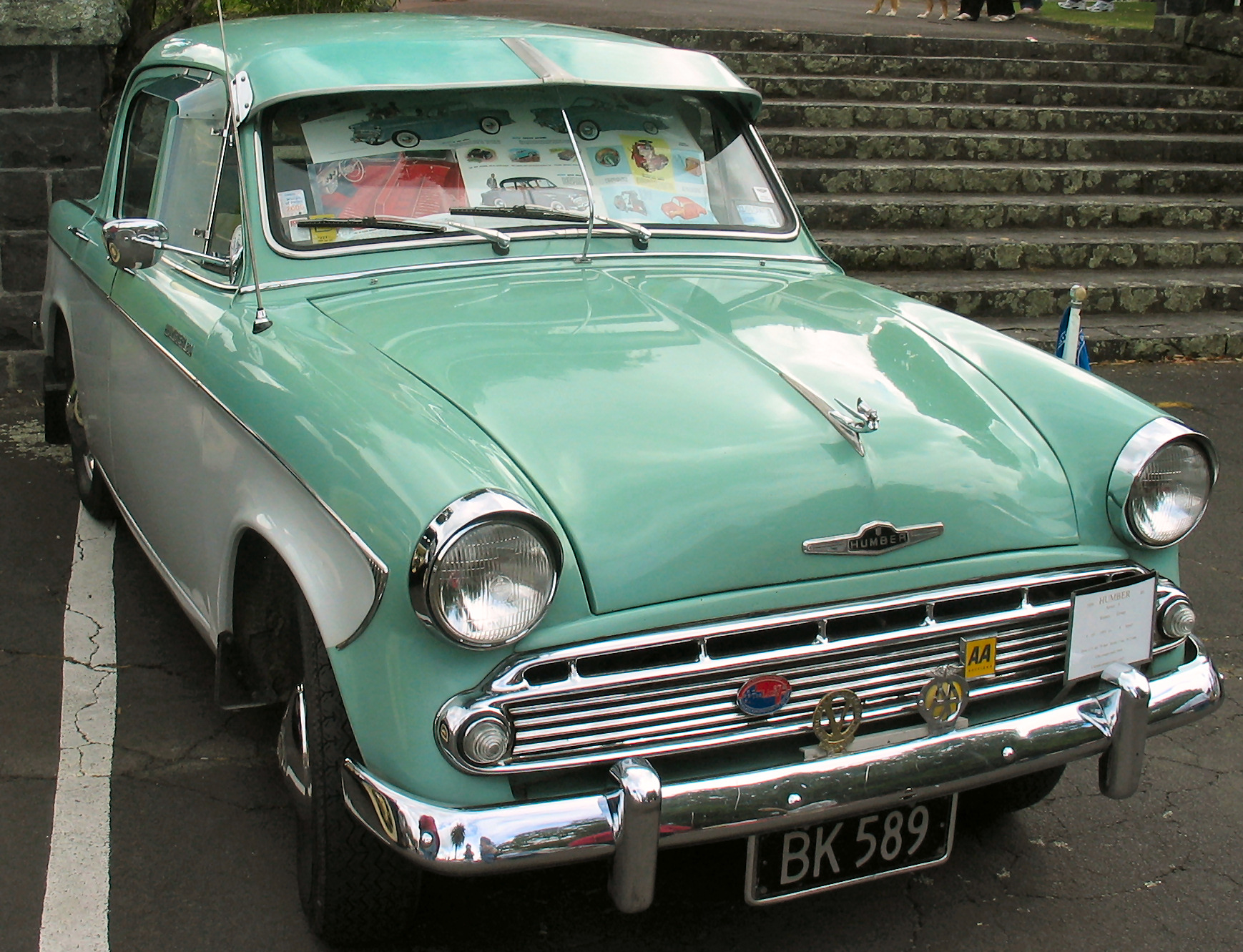
Humber 80 (195) – ein Hillman Minx Serie III als Humber für einige Märkte wie (hier) Neuseeland

## New Minx (Arrow-Modelle)
Als Rootes 1966 die neue Mittelklassereihe Arrow einführte, stellte der Konzern zunächst die Produktion des Super Minx ein. An seine Stelle trat der Arrow-Ableger Hillman Hunter. Im Segment unter ihm war im ersten Produktionsjahr noch immer der Minx der Audax-Familie im Programm, der zu dieser Zeit bereits 11 Jahre alt war. Als seine Fertigung 1967 endete, sah Rootes weiterhin die Notwendigkeit, unterhalb des Hunter ein günstiges Einsteigermodell in der Mittelklasse anzubieten. Diese Rolle übernahm ab 1967 eine schwach ausgestattete Hunter-Version, die als eigenständiges Modell unter der Bezeichnung Minx bzw. „New Minx“ lanciert wurde. Der „New Minx“ war baugleich mit dem Hunter. Rootes bot den Hillman Hunter und den neuen Minx bis 1970 nebeneinander an; danach gab Rootes unter dem Einfluss des Mehrheitseigentümers Chrysler die Minx-Reihe auf. Das Einsteigermodell war von nun an der Hunter De Luxe.
Der New Minx hat eine selbsttragende Karosserie, die stilistisch mit Ausnahme der Kühlermaske und der Scheinwerfer mit der des Hillman Hunter übereinstimmt. Als Antrieb dient ein Reihenvierzylinder mit 1496 cm³ Hubraum, der ausschließlich mit einem handgeschalteten Vierganggericht erhältlich war. Er leistet 54 bhp (55 PS, 41 kW). Eine größere Version mit 1725 cm³ und einer Leistung von 61 bhp (62 PS, 45 kW) war anfänglich nur für die Verbindung mit einem Automatikgetriebe vorgesehen, konnte ab Ende 1968 aber auch mit dem manuellen Getriebe bestellt werden. Die stärkeren Motorversionen mit 72, 79 und 93 bhp gab es im Minx nicht; sie waren dem Hunter vorbehalten. Angetrieben werden die Hinterräder. Die Vorderräder werden mit einer MacPherson-Aufhängung geführt, hinten hat der Wagen eine Starrachse an Blattfedern.